# Los remolinos de Naruto en la provincia de Awa
Los remolinos de Naruto en la provincia de Awa (鳴門の風波 Naruto no fūha?), también conocido simplemente como Remolinos de Naruto, es un grabado ukiyo-e del artista Utagawa Hiroshige, parte de la serie de estampas japonesas Vistas de lugares famosos de más de sesenta provincias, producida entre 1853 y 1855. Considerada una de las mejores obras de la serie, retrata las aguas turbulentas que se forman en el estrecho entre las islas de Awaji y Shikoku en la antigua provincia de Awa —la actual prefectura de Tokushima—.

## Escenario

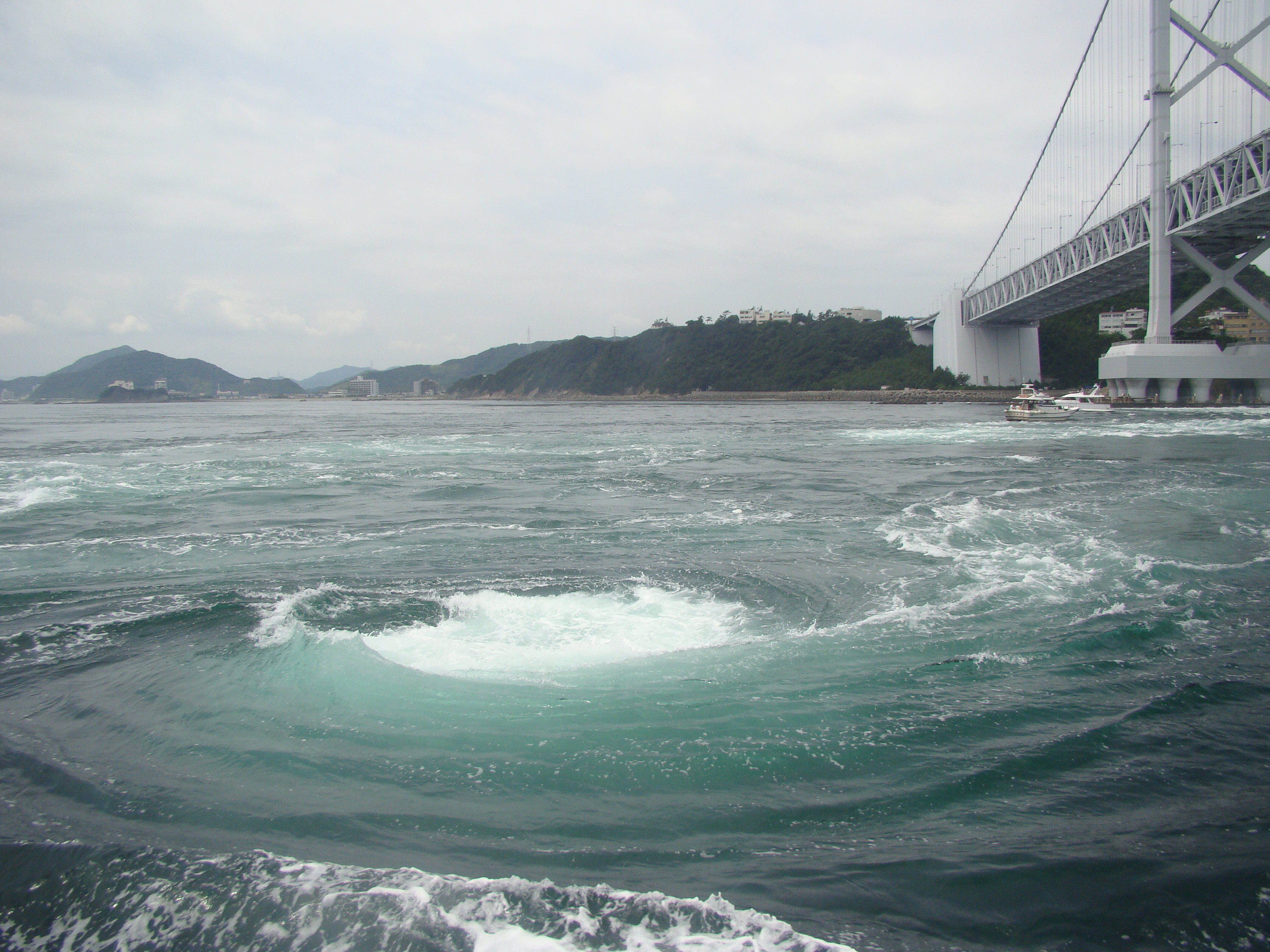
El estrecho en la actualidad, con un remolino al frente y el puente de Ōnaruto a la derecha de la imagen.

El estrecho de Naruto conecta el mar interior oriental con el estrecho de Kii y el océano Pacífico. Está situado entre la isla de Awaji y el pueblo de Naruto en la prefectura de Tokushima, en Shikoku. Cuando cambia la marea, normalmente dos veces al día, el agua que pasa por el estrecho de Naruto causa remolinos, con un diámetro que puede alcanzar los veinte metros. En la actualidad, este fenómeno continúa siendo una atracción turística natural.

## Descripción
Todas las pinturas de la serie tienen un formato ōban vertical, lo que permitió que Hiroshige innovara con las composiciones, dibujando en primer plano el elemento principal y enfatizando así en la perspectiva. En este diseño el punto de vista del espectador está «casi sumergido en uno de esos vórtices», siendo el remolino el punto focal de la imagen, en tanto en segundo término el mar, en tonos azules, se agita y choca contra las rocas. Al fondo, la corriente se calma y los chorlitos sobrevuelan la escena. También se puede vislumbrar en el horizonte a la isla de Awaji y un pequeño barco.